# Nokia E72
Nokia E72 — смартфон Е-серии с QWERTY-клавиатурой, ориентированный на пользователей Интернета и электронной почты. Работает под управлением Symbian OS v9.3 на платформе Symbian S60 3rd Edition, Feature Pack 2 с процессором ARM 600 МГц и 128 Мб RAM.

## Развитие E71
В 2009 году аппарат Nokia E71 стал самым массовым по производству и по числу покупок QWERTY-телефоном в мире, и Nokia E72 стал логичным продолжением, существенно более оснащённой версией (как в техническом, так и в программном плане) в новом сегменте рынка открытой предыдущей моделью.
Внешне модели Е71 и Е72 различаются незначительно: разъём 3,5 мм вместо 2 мм, пластиковые заглушки разъёмов и слотов для карты памяти вместо резиновых, изменено положение динамика. В качестве основы QWERTY-клавиатуры взята клавиатура от Nokia E63. Применён литий-полимерный аккумулятор BP-4L ёмкостью 1500 мА·ч, аналогичный используемому в предыдущей модели E71. Процессор был заменён на более мощный ARM11, его тактовая частота составляет 600 МГц (369 МГц у предыдущей модели). Также увеличен объём внутренней памяти телефона (ROM), доступной пользователю для хранения данных: со 110 Мб в Nokia E71 до 250 Мб в Nokia E72. Объём оперативной памяти (RAM) остался неизменным — 128 Мб, пользователю после загрузки доступно около 45-50 Мб. В аппарате нет ИК-порта, в отличие от Nokia E71, который можно было бы использовать в качестве ПДУ. Кроме того, в Nokia E72 появилась сенсорная клавиша Navi, выполняющая функцию джойстика, который также сохранён.

## Внешний вид
Корпус телефона выполнен из металла, хромированный металлический кант вокруг корпуса, задняя крышка из нержавеющей стали. В целом, внешний вид Nokia E72 мало отличается от его предшественника Nokia E71. Телефон доступен в четырёх цветовых решениях: «чёрный зодиак», «серый металл», «коричневый топаз» и «белый циркон».

## Используемые программы
Список приложений и программ идентичен Nokia E52, в стандартной комплектации прилагается дополнительная программа Psiloc World Traveler. Присутствует почтовый клиент, программа Font Magnifier, позволяющая произвольно менять размер шрифта, офисный пакет QuickOffice (поддержка файлов Microsoft Office), архиватор ZIP, словарь, приложение для чтения PDF, полная копия программы XpressMusic для мультимедийных приложений, интернет-браузер BrowserNG, приложение Nokia Maps. Также устройство распознаёт речь (применяется для набора голосом, при этом предварительно записывать команды не требуется — используются текстовые имена контактов) и синтезирует её (для чтения текстовых сообщений) в том числе на русском.
Кроме того, есть доступ к онлайн-магазину Ovi Store.

## Характеристики
- GPS-приёмник;
- Размеры: 114×59,5×10,1 мм;
- Вес 128 г;
- Фотокамера: 5 млн пикс., 2592×1944;
- Интернет: WAP 2.0, GPRS, HSCSD, EDGE, HSDPA, HSUPA;
- Поддержка карт памяти: microSD (TransFlash);
- Интерфейсы: USB, Wi-Fi, Bluetooth 2.0;
- Экран: 2,36-дюймовый дисплей TFT с разрешением QVGA (320×240 точек, 48×36 мм), 16 млн цветов;